# La Légende d'Ochi
Pour plus de détails, voir Fiche technique et Distribution.
La Légende d'Ochi (The Legend of Ochi) est un film américain réalisé par Isaiah Saxon, sorti en 2025.
Il est présenté au festival du film de Sundance 2025.

## Synopsis
Dans un village isolé des Carpates, une jeune fille nommée Yuri a été élevée dans la crainte des créatures solitaires de la forêt : les Ochis. On lui a ainsi toujours interdit de sortir la nuit. Lorsqu'un bébé ochi est abandonné par sa meute, Yuri va tenter de l'aider pour qu'il retrouve les siens. Pour cela, la jeune fille va devoir abandonner sa famille.

## Fiche technique
Sauf indication contraire, les informations mentionnées dans cette section peuvent être confirmées par la base de données cinématographiques IMDb,  présente dans la section « Liens externes ».
- Titre original : The Legend of Ochi
- Titre français : La Légende d'Ochi
- Réalisation et scénario : Isaiah Saxon
- Musique : David Longstreth
- Décors : Jason Kisvarday
- Costumes : Elizabeth Warn
- Photographie : Evan Prosofsky
- Montage : Paul Rogers
- Production : Traci Carlson, Richard Peete, Isaiah Saxon et Jonathan Wang

Producteurs délégués : Len Blavatnik, Anna L. Coats, Danny Cohen, Mike Larocca, Louise Lovegrove, Alex Plapinger, Anthony et Joe Russo et Angela Russo-Otstot
- Sociétés de production : AGBO, Encyclopedia Pictura, Neighborhood Watch, Year of the Rat, IPR.VC et Access Entertainment
- Sociétés de distribution : A24 (États-Unis), KMBO (France)
- Budget : N/A
- Pays de production :  États-Unis
- Langue originale : anglais
- Format : couleur — son Dolby Digital
- Genre : fantastique, aventures
- Durée : 96 minutes
- Dates de sortie[2] : 
  - États-Unis : 26 janvier 2025 (festival de Sundance) ; 18 avril 2025
  - France : février 2025 (festival de Gérardmer) ; 23 avril 2025 (sortie nationale)[3]
- Classification[4] :
  - États-Unis : PG

## Distribution
- Helena Zengel : Yuri
- Willem Dafoe : Maxim
- Finn Wolfhard : Petro
- Emily Watson : Dasha

## Production

### Genèse et développement
En novembre 2021, il est annoncé qu'Isaiah Saxon (en) va réaliser The Legend of Ochi, un film d'aventures fantastique avec Willem Dafoe, Emily Watson, Finn Wolfhard et Helena Zengel,. Il s'agit de son premier long métrage, après avoir mis en scènes des clips musicaux. Il a commencé à imaginer l'intrigue du film dès 2015.

### Tournage
Le tournage débute en Roumanie en novembre 2021 et se poursuit dans les Castel Film Romania jusqu'en décembre 2021. Certaines scènes sont tournés dans la région de Transylvanie, dans les monts Apuseni, près du lac Bâlea et la route Transfăgăraș,,.

### Effets spéciaux
Le film n'a pas recours qu'aux effets spéciaux numériques mais utilise principalement des marionnettes, des animatroniques, l'infographie et des matte paintings. Le personnage principal du bébé ochi est fait en marionnette et nécessite sept opérateurs pour la faire bouger,. Après des accusations d'avoir recouru à l'intelligence artificielle, le réalisateur déclare : « Six ans de travail artisanal : marionnettes, animatroniques, des peintures sur cache et un peu d’animation 3D. Pas d'IA. […] Chaque plan du bébé Ochi dans la bande-annonce est à 100 % une marionnette animatronique manipulée en direct par sept personnes. Aucune IA n’a été utilisée dans ce film. »